# 12. Sinfonie (Haydn)
Die Sinfonie E-Dur Hoboken-Verzeichnis I:12 komponierte Joseph Haydn im Jahr 1763 während seiner Anstellung als Vize-Kapellmeister beim Fürsten Nikolaus I. Esterházy.

## Allgemeines

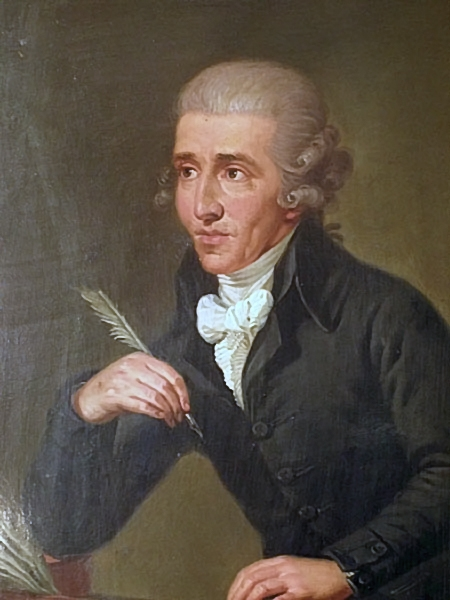
Joseph Haydn (Gemälde von Ludwig Guttenbrunn, um 1770)

Die Sinfonien Nr. 12, 29 und 44 bilden die einzigen im Gesamtwerk von Joseph Haydn in der für die damalige Zeit ungewöhnlichen Sinfonie-Tonart E, die ersten beiden in Dur, die letzte in Moll. Die Sinfonie Nr. 12 stellt dabei ein typisches Beispiel für die österreichische Kammersinfonie um die Mitte des 18. Jahrhunderts dar. Der letzte Satz ist jedoch kein leichtes „Kehraus“ mehr, sondern besitzt bereits eigenes Gewicht, wenn auch nicht so ausgeprägt wie bei der zwei Jahre später komponierten Sinfonie Nr. 29. Die Kopfsätze beider E-Dur-Sinfonien sind durch einen sanglich-lyrischen Charakter geprägt.

„In der Ausgewogenheit ihrer drei Sätze, in der reizvollen thematischen Erfindung und formalen Konzentration gehört sie zu den besten unter Haydns frühen Sinfonien.“

„Die eher bescheidene, menuettlose Sinfonie 12 hat ihre besonderen Reize: Schon Pohl empfand sie als „eine der besten und in allen Sätzen gleich interessanten“ Sinfonien dieser Zeit.“

## Zur Musik
Besetzung: zwei Oboen, zwei Hörner in E, zwei Violinen, Viola, Cello, Kontrabass. Zur Verstärkung der Bass-Stimme wurde damals auch ohne gesonderte Notierung ein Fagott eingesetzt. Über die Beteiligung eines Cembalo-Continuos in Haydns Sinfonien bestehen unterschiedliche Auffassungen.
Aufführungszeit: ca. 12 – 20 Minuten (je nach Tempo und Einhalten der vorgeschriebenen Wiederholungen).
Bei den hier benutzten Begriffen der Sonatensatzform ist zu berücksichtigen, dass dieses Modell erst Anfang des 19. Jahrhunderts entworfen wurde (siehe dort) und für eine Sinfonie von 1763 nur mit Einschränkungen herangezogen werden kann. – Die hier vorgenommene Beschreibung und Gliederung der Sätze ist als Vorschlag zu verstehen. Je nach Standpunkt sind auch andere Abgrenzungen und Deutungen möglich.

### Erster Satz: Allegro
E-Dur, 157 Takte, 2/2-Takt (alla breve)
Die Streicher beginnen unisono und – ungewöhnlich für die Eröffnung einer Sinfonie dieser Zeit – im Piano mit einer sanften Melodie. Das achttaktige Thema ist periodisch strukturiert und wird ab Takt 9 vom Tutti in leicht abgewandelter Form aufgegriffen. Ab Takt 17 folgt eine Passage mit gleichmäßig – pochender Tonrepetition, einem etwas energischeren Tonrepetitions-Motiv mit Achtelläufen und einem Vorhalts-Motiv. Ab Takt 34 wird dann die bis dahin relativ gleichmäßig dahinlaufende Bewegung durch Viertelpausen unterbrochen, wobei Haydn zur Dominante H-Dur moduliert. Das zweite Thema (Takt 39 ff., H-Dur) wird nur von den Streichern vorgetragen und kontrastiert im Charakter kaum zum ersten. Die Violinen spielen sich dabei versetzt mit Viola / Bass im Piano eine in Sekundschritten fallende Terzfigur zu. Die Bewegung kommt schließlich in den Violinen fast ganz zur Ruhe, während sie bei Viola und Bass noch in Form von Viertelschlägen anhält. Auf diese Weise wechselt Haydn kurzfristig zur Doppeldominante Fis-Dur (Takt 49). Es folgt die Schlussgruppe mit kräftigen Akkorden (Wechsel von Fis-Dur und H-Dur) und gleichmäßigen Viertelschlägen im Bass (Takt 59–64 Orgelpunkt auf H).
Im anschließenden Mittelteil mit Überleitungscharakter (keine Durchführung im engeren Sinne) spielen die Streicher zunächst piano zwei gebrochene, verminderte Akkorde, die mit ihrem Zielton Gis eine chromatisch fallende Figur bilden. Der Abschnitt auf Gis ist im Pianissimo gehalten. Ab Takt 83 folgt stärkere Bewegung, als die Violinen versetzt ein Motiv mit Achtelläufen spielen, hinzu kommen ab Takt 89 Synkopen.
Die Reprise ab Takt 97 wird über einem Orgelpunkt auf H vorbereitet und ist ähnlich der Exposition strukturiert, jedoch wird z. B. das erste Thema bei der Wiederholung im Pianissimo etwas abgewandelt, und auch der Überleitungsabschnitt ist etwas variiert. Exposition sowie Mittelteil und Reprise werden wiederholt.

### Zweiter Satz: Adagio
e-moll, 69 Takte, 6/8-Takt, nur Streicher
Der Satz weist insgesamt durch seine Forte-Unisonoausbrüche, die Chromatik, „trügerische Kadenzen“ und die Dissonanzen Anklänge an die Opera seria auf. Das Adagio eröffnet als typisches Siciliano-Motiv in der stimmführenden 1. Violine, beantwortet im scharfen Kontrast durch einen gebrochen-fallenden, verminderten Akkord im Forte-Unisono. Die Antwort wird wiederholt. Ab Takt 12 kommt das Eingangsmotiv wieder, nun in h-Moll, gefolgt von neuem Material, das durch seine teilweise chromatische Bewegung gekennzeichnet ist. Haydn wechselt zur Doppeldominante Fis-Dur, um mit energischen Oktavsprüngen in der Molldominanten h-Moll den ersten Teil abzuschließen. Dies ist insofern ungewöhnlich, als Haydn die Exposition sonst meist in der entsprechenden Paralleltonart (hier: G-Dur) beendet.
Der zweite Teil beginnt piano als Variante des Siciliano-Motivs in E-Dur. Es folgen stark kontrastierende Läufe im Unisono und Forte, chromatische Abschnitte in a-Moll und G-Dur sowie ein sequenziertes Motiv mit Quarte, das bereits in Takt 20 auftauchte. In Takt 44 schließt wieder das Anfangsmotiv in e-Moll an, gefolgt von einem chromatischen Abschnitt mit dem Quart-Motiv. Den Abschluss bilden erneut die energischen Oktavsprünge, unterbrochen von einem kurzen Solo für die Violinen. Beide Satzteile werden wiederholt.
Dietmar Holland meint, dass Haydn „nie zuvor […] in ähnlicher Weise musikalische Haltungen und Charaktere so vollendet im Ausdruck entworfen“ habe wie hier. Antony Hodgson erinnert der Satz an die Melancholie eines Schäfers in einer Landschaft des 18. Jahrhunderts.

### Dritter Satz: Presto
E-Dur, 133 Takte, 2/4-Takt
Das erste Thema basiert auf dem aufsteigenden E-Dur-Dreiklang mit Tonrepetition. Es ist periodisch strukturiert, wird im Forte vorgetragen und mit verändertem Nachsatz, der direkt in die Überleitungspassage ab Takt 17 hinführt, wiederholt. Hier wird das Tonrepetitionsmotiv als auftaktige Variante fortgesponnen. Nach einer Zäsur auf der Dominante H-Dur schließt sich ab Takt 32 eine weitere Variante des Motivs an, nun im Piano und mit Pralltriller, die man je nach Sichtweise als zweites Thema auffassen kann. Die Schlussgruppe bis Takt 57 ist durchweg in Forte gehalten und besteht aus Unisono-Figuren und Tremolo.
In der Durchführung tritt das Dreiklangsmotiv von verschiedenen Stufen aus auf, unterbrochen von einem neuen, fallendem Motiv im versetzen Einsatz. Ab Takt 85 setzt die Reprise mit verkürztem Überleitungsteil ein. Auffällig ist, dass der gesamte Satz mit Ausnahme des „zweiten Themas“ im Forte gehalten ist. Exposition sowie Mittelteil und Reprise werden wiederholt.